# Schrägaufzug Schwarzenberg
| |              |                            |                            |
| Streckenlänge: | 0,056 km     |                            |                            |
| Maximale Neigung: | 45° / 1000 ‰ |                            |                            |
| |              |                            |                            |
| \| \| 0,056 \| Bergstation Schloss/Kirche \| Bergstation Schloss/Kirche \| \| \| 0,000 \| Talstation Hammerweg \| Talstation Hammerweg \| |              |                            |                            |
| Haltepunkt / Haltestelle Streckenanfang                                                                                                   | 0,056        | Bergstation Schloss/Kirche | Bergstation Schloss/Kirche |
| Haltepunkt / Haltestelle Streckenende | 0,000        | Talstation Hammerweg       | Talstation Hammerweg       |

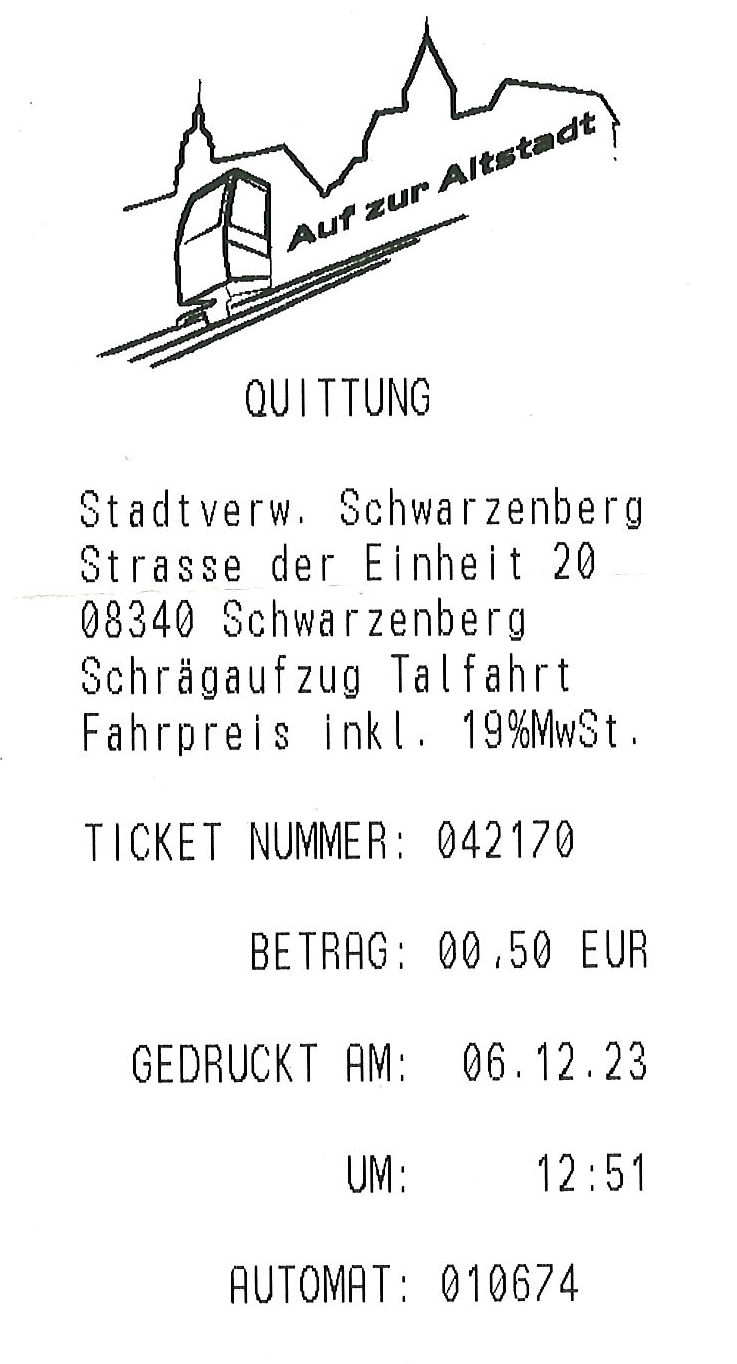
Fahrkarte

Der Schrägaufzug Schwarzenberg verbindet den Stadtkern von Schwarzenberg mit dem Parkplatz am Hammerweg.

## Geschichte
Die Idee einer Errichtung eines Schrägaufzuges ging 2005 aus einem Ideenwettbewerb hervor. Der erste Spatenstich für den Bau erfolgte am 15. März 2010. Die Inbetriebnahme erfolgte nach sieben Monaten Bauzeit am 15. Oktober 2010.

## Lage
Die Talstation des Schrägaufzugs befindet sich am Fuße von Schloss Schwarzenberg und der St.-Georgen-Kirche, direkt neben dem verschlossenen Tunnelportal des Tunnels Schlossberg der Bahnstrecke Johanngeorgenstadt–Schwarzenberg, die seit 1950 nicht mehr durch diesen Tunnel führt. Die Bergstation liegt direkt zwischen Schloss und der Kirche.
An der Talstation befinden sich Parkplätze sowie als Denkmal eine um 15° geneigt aufgestellte Diesellokomotive der Baureihe V10B, die dem Eisenbahnmuseum Schwarzenberg gehört.

## Technik
Die Kabine des Aufzuges mit einem Fassungsvermögen von sechs Personen (acht Personen) wird von einem Seilantrieb gezogen. Sie fährt auf zwei Schienen.
Weitere Daten sind:
- Abstand Berg- /Talstation: Horizontal etwa 27,5 m, vertikal etwa 35 m[2]
- Neigung im unteren Abschnitt 45°, im oberen Abschnitt 28°
- Geschwindigkeit: 1,2 m/s[2]
- Fahrzeit: 42 s[1]
- Der Zyklus mit Einsteigen – Bergfahrt – Aus-/Einsteigen – Talfahrt und Aussteigen dauert etwa zwei Minuten.[2]